# Taça de Portugal 2024-2025
La Taça de Portugal 2024-2025, conosciuta anche come Taça de Portugal Generali Tranquilidade per ragioni di sponsorizzazione, è stata l'85ª edizione del torneo Taça de Portugal, iniziata il 7 settembre 2024 e terminata il 25 maggio 2025.
Lo Sporting Lisbona ha vinto la competizione per la diciottesima volta nella sua storia.

## Formula del torneo
| Turno                | Squadre rimanenti | Squadre partecipanti | Vincitori del turno precedente | Squadre entrate | Campionati entranti                                               | Date                             |
| -------------------- | ----------------- | -------------------- | ------------------------------ | --------------- | ----------------------------------------------------------------- | -------------------------------- |
| Primo Turno          | 147               | 113                  | 0                              | 113             | Liga 3 (18) Campeonato de Portugal (52) Campeonato Distrital (43) | 7-15 settembre 2024              |
| Secondo Turno        | 110               | 92                   | 37+39 bye                      | 16              | Segunda Liga (16)                                                 | 20-22 settembre 2024             |
| Terzo Turno          | 64                | 64                   | 46                             | 18              | Primeira Liga (18)                                                | 18-21 ottobre 2024               |
| Sedicesimi di finale | 32                | 32                   | 32                             | 0               |                                                                   | 22-24 novembre 2024              |
| Ottavi di finale     | 16                | 16                   | 16                             | 0               |                                                                   | 18 dicembre 2024-15 gennaio 2025 |
| Quarti di Finale     | 8                 | 8                    | 8                              | 0               |                                                                   | 6-27 febbraio 2025               |
| Semifinali           | 4                 | 4                    | 4                              | 0               |                                                                   | 3-23 aprile 2025                 |
| Finale               | 2                 | 2                    | 2                              | 0               |                                                                   | 25 maggio 2025                   |

## Primo turno
Il sorteggio del primo e del secondo turno è stato effettuato il 2 agosto 2024. 39 squadre passano direttamente al turno successivo.
| Squadra 1              | Risultato       | Squadra 2            |
| ---------------------- | --------------- | -------------------- |
| 7 settembre 2024       |                 |                      |
| União Santarém         | 2 - 0           | Sacavenense          |
| Ovarense               | 1 - 1 (6-7 dtr) | São João de Ver      |
| Machico                | 3 - 0           | Macedo de Cavaleiros |
| Rebordosa              | 3 - 0           | Juventude Gaula      |
| GC Figueirense         | 0 - 5           | Sanjoanense          |
| Guarda                 | 5 - 4 (dts)     | Estarreja            |
| Lourosa                | 2 - 1           | União de Lamas       |
| Académica              | 2 - 0           | Benfica e C.B.       |
| 8 settembre 2024       |                 |                      |
| Abrantes e Benfica     | 0 - 2           | Operário dos Açores  |
| Leça                   | 2 - 2 (1-3 dtr) | Marco 09             |
| União de Coimbra       | 2 - 2 (4-2 dtr) | Beira-Mar            |
| Valpaços               | 3 - 5           | Limianos             |
| Fafe                   | 1 - 4           | Amarante             |
| Aliança de Gandra      | 2 - 1 (dts)     | Salgueiros           |
| Brito                  | 2 - 1           | Maia                 |
| CF Benfica             | 4 - 3 (dts)     | Comércio e Indústria |
| Caldas                 | 1 - 0           | União Serra          |
| Os Gavionenses         | 0 - 3           | Arronches e Benfica  |
| Cinfães                | 3 - 0           | GD Resende           |
| Dumiense/CJP II        | 2 - 3           | Vilaverdense         |
| Madalena               | 0 - 2           | Estrela Vendas Novas |
| Ferreira do Zêzere     | 2 - 0           | Fundão               |
| Louletano              | 3 - 0           | Esperança Lagos      |
| Maria da Fonte         | 2 - 1           | Cardielense          |
| Moncarapachense        | 3 - 0           | O Grandolense        |
| Moura                  | 1 - 0           | Portel               |
| Oliveira de Frades     | 0 - 3           | Mortágua             |
| Pedrogão de São Pedro  | 1 - 3           | Sporting Pombal      |
| Praia Milfontes        | 0 - 5           | Serpa                |
| São Roque              | 1 - 2 (dts)     | Lusitânia            |
| Vianense               | 2 - 1           | Vinhais              |
| Vila Real              | 0 - 0 (3-1 dtr) | Joane                |
| Viana Alentejo         | 1 - 2           | Belenenses           |
| Vieira                 | 2 - 0           | Pedras Salgadas      |
| Vieirense              | 1 - 4           | Sertanense           |
| Vila Cortez do Mondego | 2 - 4 (dts)     | Anadia               |
| 15 settembre 2024      |                 |                      |
| Velense                | 1 - 2           | Régua                |

## Secondo turno
| 20 settembre 2024    |                 |                      |
| 1º Dezembro          | 2 - 1           | Oliveirense          |
| 21 settembre 2024    |                 |                      |
| Anadia               | 3 - 0           | Rabo de Peixe        |
| Vianense             | 1 - 3           | Portimonense         |
| Pevidém              | 2 - 1 (dts)     | Marítimo             |
| CD Lajense           | 0 - 1           | Maria da Fonte       |
| Olímpico do Montijo  | 1 - 2           | Mafra                |
| Tirsense             | 2 - 0           | Vieira               |
| Camacha              | 0 - 2           | União Leiria         |
| Tocha                | 1 - 4           | Penafiel             |
| Académica            | 0 - 1 (dts)     | Torreense            |
| 22 settembre 2024    |                 |                      |
| Lagoa                | 2 - 0           | União de Coimbra     |
| Peniche              | 0 - 2           | Paços Ferreira       |
| Varzim               | 3 - 0           | Ferreiras            |
| Juventude Lajense    | 2 - 1           | Fabril Barreiro      |
| Amora                | 1 - 0           | Felgueiras 1932      |
| Académica Coimbra SF | 1 - 2 (dts)     | Valdevez             |
| Marco 09             | 0 - 0 (1-4 dtr) | O Elvas              |
| Alcains              | 4 - 1           | CF Benfica           |
| Arronches e Benfica  | 0 - 1           | Vila Real            |
| Atlético CP          | 3 - 0           | Mortágua             |
| Brito                | 0 - 0 (6-5 dtr) | Operário dos Açores  |
| Cinfães              | 3 - 2 (dts)     | Barreirense          |
| Coimbrões            | 2 - 3           | Alverca              |
| Covilhã              | 4 - 0           | Sporting Pombal      |
| Eléctrico            | 0 - 2           | Amarante             |
| Alpendorada          | 3 - 0           | Sertanense           |
| Ferreira do Zêzere   | 1 - 2 (dts)     | Os Sandinenses       |
| Gondomar             | 1 - 0           | Aliança de Gandra    |
| Guarda               | 0 - 1           | Leixões              |
| Limianos             | 0 - 2           | Chaves               |
| Lusitano             | 1 - 1 (3-2 dtr) | Académico de Viseu   |
| Marinhense           | 0 - 0 (2-4 dtr) | Caldas               |
| Moncarapachense      | 2 - 1           | Louletano            |
| Moura                | 4 - 2           | Castrense            |
| Oliveira Hospital    | 2 - 0           | Machico              |
| Marialvas            | 2 - 1           | Tondela              |
| Paredes              | 3 - 2           | Vilaverdense         |
| Pêro Pinheiro        | 1 - 0           | Feirense             |
| Rebordosa            | 2 - 1           | Bragança             |
| São João de Ver      | 1 - 0           | Serpa                |
| Sintrense            | 2 - 1           | Estrela Vendas Novas |
| Fátima               | 0 - 0 (2-4 dtr) | Sanjoanense          |
| Lourosa              | 4 - 3 (dts)     | Vizela               |
| União Santarém       | 2 - 1           | Desportivo de Monção |
| Lusitânia            | 2 - 1           | Régua                |
| Belenenses           | 3 - 0           | Trofense             |

## Terzo turno
Il sorteggio è stato effettuato il 25 settembre 2024.
| 18 ottobre 2024   |                 |                   |
| Portimonense      | 1 - 2           | Sporting Lisbona  |
| 19 ottobre 2024   |                 |                   |
| Belenenses        | 0 - 2           | Gil Vicente       |
| Atlético CP       | 1 - 3 (dts)     | Rio Ave           |
| Oliveira Hospital | 1 - 0           | Mafra             |
| Amarante          | 6 - 1           | Juventude Lajense |
| Gondomar          | 0 - 1           | Santa Clara       |
| União Santarém    | 1 - 2           | Moreirense        |
| Amora             | 0 - 5           | Casa Pia          |
| Caldas            | 1 - 2           | Tirsense          |
| Paços Ferreira    | 1 - 3           | Vitória Guimarães |
| Anadia            | 1 - 3 (dts)     | Estrela Amadora   |
| 1º Dezembro       | 1 - 2           | Braga             |
| Pevidém           | 0 - 2           | Benfica           |
| 20 ottobre 2024   |                 |                   |
| Sanjoanense       | 2 - 4           | Farense           |
| Leixões           | 2 - 1           | Alcains           |
| São João de Ver   | 4 - 1           | Paredes           |
| Vila Real         | 2 - 0           | Valdevez          |
| Brito             | 1 - 0           | Moura             |
| O Elvas           | 3 - 2 (dts)     | Torreense         |
| Alverca           | 3 - 0           | Pêro Pinheiro     |
| Marialvas         | 1 - 2           | Rebordosa         |
| Lusitano          | 0 - 0 (4-3 dtr) | Estoril Praia     |
| Lagoa             | 0 - 2           | Famalicão         |
| Alpendorada       | 1 - 2 (dts)     | Cinfães           |
| Maria da Fonte    | 0 - 5           | Arouca            |
| União Leiria      | 2 - 1           | Nacional          |
| Covilhã           | 3 - 2           | Moncarapachense   |
| Chaves            | 2 - 0           | Lourosa           |
| Os Sandinenses    | 0 - 2           | AVS               |
| Sintrense         | 0 - 3           | Porto             |
| Varzim            | 1 - 0           | Boavista          |
| 21 ottobre 2024   |                 |                   |
| Penafiel          | 2 - 3 (dts)     | Lusitânia         |

## Sedicesimi di finale
Il sorteggio dei sedicesimi e degli ottavi di finale è stato effettuato il 23 ottobre 2024.
| 22 novembre 2024  |                 |                 |
| Sporting Lisbona  | 6 - 0           | Amarante        |
| 23 novembre 2024  |                 |                 |
| Lusitânia         | 0 - 2           | São João de Ver |
| Alverca           | 2 - 2 (2-4 dtr) | Rio Ave         |
| Lusitano          | 3 - 2           | AVS             |
| Arouca            | 1 - 2           | Farense         |
| Vitória Guimarães | 2 - 0           | União Leiria    |
| Leixões           | 0 - 2           | Braga           |
| Casa Pia          | 3 - 0           | Chaves          |
| Benfica           | 7 - 0           | Estrela Amadora |
| 24 novembre 2024  |                 |                 |
| Tirsense          | 1 - 0           | Brito           |
| Vila Real         | 0 - 2           | Gil Vicente     |
| Covilhã           | 2 - 3           | Rebordosa       |
| Oliveira Hospital | 4 - 2           | Cinfães         |
| Famalicão         | 0 - 1           | Santa Clara     |
| Moreirense        | 2 - 1           | Porto           |
| Varzim            | 1 - 2           | O Elvas         |

## Ottavi di finale
| 18 dicembre 2024  |             |                   |
| Sporting Lisbona  | 2 - 1 (dts) | Santa Clara       |
| 21 dicembre 2024  |             |                   |
| Tirsense          | 1 - 0       | Rebordosa         |
| Oliveira Hospital | 1 - 3       | São João de Ver   |
| 12 gennaio 2025   |             |                   |
| O Elvas           | 2 - 1       | Vitória Guimarães |
| Casa Pia          | 1 - 3       | Rio Ave           |
| Gil Vicente       | 1 - 0       | Moreirense        |
| 14 gennaio 2025   |             |                   |
| Farense           | 1 - 3       | Benfica           |
| 15 gennaio 2025   |             |                   |
| Braga             | 2 - 1       | Lusitano          |

## Quarti di finale
Il sorteggio è stato effettuato il 9 gennaio 2025.
| 6 febbraio 2025  |       |                  |
| Rio Ave          | 2 - 1 | São João de Ver  |
| 25 febbraio 2025 |       |                  |
| O Elvas          | 0 - 2 | Tirsense         |
| 26 febbraio 2025 |       |                  |
| Benfica          | 1 - 0 | Braga            |
| 27 febbraio 2025 |       |                  |
| Gil Vicente      | 0 - 1 | Sporting Lisbona |

## Semifinali
| 3 aprile 2025 / 22 aprile 2025 |       |         |       |       |
| Sporting Lisbona               | 4 - 1 | Rio Ave | 2 - 0 | 2 - 1 |
| 9 aprile 2025 / 23 aprile 2025 |       |         |       |       |
| Tirsense                       | 0 - 9 | Benfica | 0 - 5 | 0 - 4 |

## Finale
| Arbitro: | Luís Godinho |

|           |           |                                                  |
| Kökçü 47’ | Marcatori | 90+11’ (rig.) Gyokeres 99’ Harder 120+1’ Trincão |